# 林典夫
林 典夫（はやし のりお、1936年12月4日 - ）は、日本の医師、生化学者。東北大学名誉教授。医学博士（東北大学）。

## 略歴
1936年、千葉県生まれ。本籍地、静岡県。1955年、静岡県立静岡高等学校卒業。1961年、東北大学医学部医学科卒業。1966年、東北大学大学院医学研究科生理系専攻博士課程修了。
1966年、日本学術振興会奨励研究員。1967年、東北大学医学部医化学第一講座助手。1971年、ノースウェスタン大学客員助教授（1973年年7月まで）。1973年年8月、東北大学医学部医化学第一講座講師。1977年2月、東北大学医学部医化学第一講座助教授。1985年8月、東北大学医学部医化学第二講座教授。1991年12月、東北大学附属図書館医学分館長(1995年年11月まで)。1997年4月、東北大学大学院医学系研究科医科学専攻医学生物化学講座医化学分野教授。2000年、東北大学定年退職。名誉教授。同年4月から仙台大学体育学部健康福祉学科で教鞭を執る。

## 共著
- 『シンプル生化学 改訂第7版』林典夫 廣野治子 監修 南江堂 2020.3

## 受賞
- 1976年 日本生化学会奨励賞[2]